# All-India Home Rule League
La All-India Home Rule League (Ligue pan-indienne pour l'autodétermination) est une organisation indienne fondée en avril 1916 et réclamant la mise en place dans le sous-continent du Home Rule pour lui permettre d'accéder au statut de dominion au sein de l'Empire britannique.
Déçus de la modération du congrès national indien, un certain nombre de militants pour la cause de l'Inde comme Bal Gangadhar Tilak, Annie Besant ou Muhammad Ali Jinnah réunirent en 1916 les différentes organisations réclamant le Home Rule à travers l'Inde. Son travail permit la signature du pacte de Lucknow.
L'arrestation et l'assignation à résidence d'Annie Besant en 1917 donna un élan au mouvement.
En 1920, la ligue élut Mohandas Karamchand Gandhi à sa tête. Il effectua la fusion entre la ligue et le congrès national indien.